# 1951 a légi közlekedésben
Ez a lista az 1951-es év légi közlekedéssel kapcsolatos eseményeit tartalmazza.

## Események

### november
- november 19. – A. A. Kalugin, az 5. gárda-vadászrepülő-ezred (5. gviap) egyik főhadnagya MiG–15bisz gépével leszállásra kényszerítette a pápai katonai repülőtérre az Amerikai Légierő 85. légi teher-ezredének (USAF 85th Air Depot Wing) egyik C–47A–90–DL-ét (gyártási sorozatszáma 20492, fedélzeti szám: 43-16026). Helyi idő szerint 17:22-kor indította a hajtóművét, 17:30-kor szállt fel és 17:55-kor fogta el az amerikai gépet. A szállítógép később a Malév állományába került át.[1]